# Tatjana Antoszyna

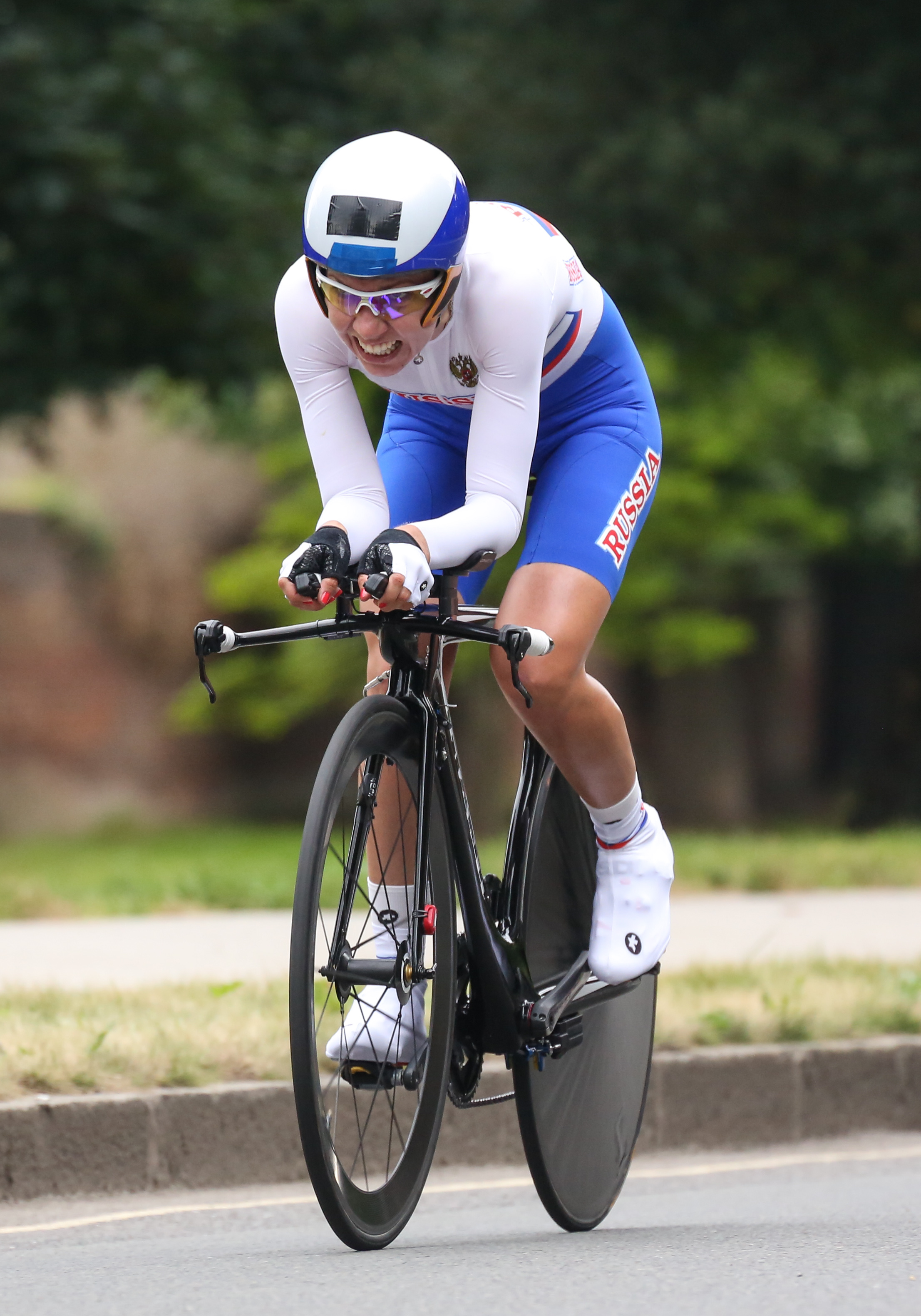
Tatjana Antoszyna w czasie igrzysk olimpijskich w Londynie

Tatjana Andriejewna Antoszyna, ros. Татьяна Андреевна Антошина (ur. 27 lipca 1982 w Moskwie) – rosyjska kolarka szosowa, uczestniczka igrzysk olimpijskich w Londynie. 

## Kariera sportowa

### Udział na igrzyskach olimpijskich
W czasie igrzysk w Londynie wzięła udział w dwóch konkurencjach kolarskich: w wyścigu ze startu wspólnego zakończonego na 25. miejscu (z czasem 3:35:56) oraz jeździe indywidualnej na czas, skończonego na miejscu 12. z czasem 40:12.49.

### Mistrzostwa Rosji
Zajęła 1. miejsce w narodowych mistrzostwach Rosji "My - ITT" w 2016 roku. 

### Klub
Reprezentuje klub Astana Women.

## Doping
4 lipca 2016 roku zawodniczka została czasowo zawieszona przez UCI po wykryciu w jej próbce krwi niedozwolonych substancji.